# Zwei-Deutschland-Theorie
Die Zwei-Deutschland-Theorie diente vor allem während des Ersten und Zweiten Weltkriegs der philosophischen und politischen Standortbestimmung. Sie differenzierte zwischen einem „Germany of man like ourselves“ gegenüber einem „Germany of men of the war party“ und fand hauptsächlich in Frankreich und England Vertreter sowie – in der späteren Rezeption – auch in Deutschland.
Gerade in Kriegszeiten wurde ein geschlossenes Feindbild als gesellschaftlicher Konsens angestrebt. Dadurch gerieten germanophile Bürger in den jeweiligen Ländern in Erklärungsnot, galten sie doch in ihre Verehrung für deutsches Kulturgut in der Öffentlichkeit als Sympathisanten des Kriegsgegners.
Am Grad der Zustimmung zur Zwei-Deutschland-Theorie in Parlamenten lässt sich die Position in der Außenpolitik gegenüber Deutschland auch in Friedenszeiten bestimmen.
Während des Ersten Weltkriegs bedeutete die Zwei-Deutschland-Theorie im politischen Sinn „…die Trennung von Weimar und Potsdam…“, also die Unterscheidung zwischen einem kulturell und einem militaristisch orientierten Deutschland.
Im philosophischen Kontext unterscheidet die Zwei-Deutschland-Theorie „zwischen einer positiv verstandenen philosophischen Tradition Deutschlands, der je nach Präferenz Kant und/oder Fichte und Hegel zugeordnet wurden.“
Auch während des Zweiten Weltkriegs diente die Zwei-Deutschland-Theorie zur politischen Positionsbestimmung. Die deutschen Exilanten waren in zwei Lager gespalten. Einerseits den Anhängern des Vansittartismus, also der Kollektivschuldthese und auf der anderen Seite die Meinung, dass die Existenz eines nicht-faschistischen Deutschlands, einem sogenannten „anderen Deutschland“, nicht auszuschließen ist. Da der Begriff des „anderen Deutschlands“ nicht genau definiert werden konnte, einigte sich dieses Lager auf den gemeinsamen Bezug auf die Zwei-Deutschland-Theorie.
Als Vertreter der Zwei-Deutschland-Theorie gelten u. a. Bertolt Brecht, Paul Tillich, Jean Giraudoux, Amy Buller, Madeleine Kent, Nora Waln und Evelyn Wrench.